# Vezdaea flava
Vezdaea flava är en svampart som beskrevs av Aptroot & Sparrius. Vezdaea flava ingår i släktet Vezdaea och familjen Vezdaeaceae.   Inga underarter finns listade i Catalogue of Life.